# Gary Stevens
Gary Michael Stevens (n. Barrow-in-Furness, Inglaterra, 27 de marzo de 1963) es un exfutbolista inglés que se desempeñaba como defensa. Fue internacional con la selección inglesa.

## Trayectoria
Gary Stevens jugaba de defensa lateral derecho, y comenzó su carrera en el año 1982 jugando en el Everton, club donde consiguió ganar 2 Ligas de Inglaterra, 1 Copa, 4 Community Shield y la Recopa de Europa de 1985. También logró reconocimiento internacional, pues fue llamado para jugar en la Selección en esta etapa de su carrera. Jugó un total de 208 partidos con este club, y marcó 8 goles.
En 1988 fichó por el club escocés de los Glasgow Rangers, donde siguió jugando a un nivel aceptable durante los 6 años que estuvo. Aquí logró ganar 6 Ligas (todas en las que participó), 2 Copas y 5 Copas de la Liga, aunque no logró ningún papel destacado en las competiciones europeas. En esta etapa, jugó 187 partidos y marcó 8 goles.
Después del periplo en el  fútbol escocés, volvió a la liga inglesa en 1994 para jugar en el modesto club de los Tranmere Rovers, equipo que militaba en la Football League First Division (2ª división inglesa) y que nunca ha jugado en la máxima categoría de la liga inglesa. Aquí jugó 126 partidos y consiguió marcar 2 goles. Fue en este club, ya en el ocaso de su carrera, donde se retiró en 1998 tras 16 temporadas como profesional.

## Selección
Las buenas actuaciones de Stevens en sus primeros años con el Everton, le llevaron a formar parte de la selección inglesa. Debutó como internacional el 6 de junio de 1985, en un partido contra Italia que perdieron por 2-1. Jugó un total de 46 partidos internacionales entre 1985 y 1992. Nunca consiguió anotar un gol.
Durante los 7 años en que jugó con la selección, Stevens disputó 2 mundiales, el de México 86 y el de Italia 90, y la Eurocopa 1988 celebrada en Alemania Federal.
En México 86 formó parte de la selección que incluía a grandes jugadores como Bryan Robson, Peter Shilton y Gary Lineker (que acabaría siendo "Pichichi" del torneo), entre otros, aparte del propio Stevens. La Argentina de Diego Armando Maradona, a la postre campeona, los eliminó en cuartos de final. Gary Stevens jugó a gran nivel y participó en todos los partidos.
Sin embargo, este mismo bloque de jugadores tuvo una actuación decepcionante en la Eurocopa 88, donde Inglaterra perdió los 3 partidos de la fase de grupos, quedando eliminada en esa ronda. Stevens jugó los 3 partidos.
Y en Italia 90, Inglaterra tuvo una gran actuación, llegando a semifinales y perdiendo contra Alemania Federal, a la postre campeón del torneo. Sin embargo, Stevens apenas fue partícipe de este logro, pues solo jugó 2 partidos, el primer partido de la fase de grupos y el partido por el 3º y 4º puesto, que perdieron contra la anfitriona Italia por 2-1. La gran actuación del defensa Paul Parker hizo que este le sustituyera en su puesto durante todo el torneo.
Tuvo opciones de jugar la Eurocopa 92, celebrada en Suecia, aunque finalmente, el seleccionador Graham Taylor optó por el jugador del Arsenal Lee Dixon para cubrir la banda derecha de la selección.
Los últimos partidos internacionales de Gary Stevens datan de 1992.

## Clubes
- 1982-1988: Everton FC
- 1988-1994: Glasgow Rangers FC
- 1994-1998: Tranmere Rovers FC

## Títulos
Con el Everton:
- 2 Ligas de Inglaterra: 1985 y 1987
- 1 Copa de Inglaterra: 1984
- 4 Community Shield: 1984, 1985, 1986 y 1987
- 1 Recopa de Europa: 1985

Con el Glasgow Rangers:
- 6 Ligas de Escocia: 1989, 1990, 1991, 1992, 1993 y 1994
- 2 Copas de Escocia: 1992 y 1993
- 5 Copas de la Liga de Escocia: 1989, 1990, 1991, 1992 y 1994

Con la Selección Inglesa:
- 4ª posición en el Mundial Italia 90